# Bela (Paquistão)
Bela é uma cidade do Paquistão localizada na província de Baluchistão.
Bela é a capital do distrito de Lasbela.

## Demografia
- Homens: 9.006
- Mulheres: 7.992

(Censo 1998)